# Friends in San Rosario (film 1912)
Friends in San Rosario è un cortometraggio muto del 1912 diretto da Hardee Kirkland. Prodotto dalla Selig Polyscope Company da un soggetto di O. Henry, il film aveva come interpreti Carl Winterhoff, William Stowell, Harry Lonsdale, Thomas Commerford.

## Trama
L'arrivo del controllore dei conti bancari scatena sempre ansia e qualche volta angoscia. Uno dei banchieri chiede aiuto a un suo collega affinché distragga e faccia perdere tempo al federale mentre lui si ingegna a mettere in ordine la propria contabilità e a raccogliere in tutta fretta il denaro di cui ha bisogno. Quando il funzionario governativo arriva alla prima banca, l'amico che si trova all'altro lato della strada viene avvisato con un segnale. Alla fine del controllo, il primo banchiere intrattiene con le sue chiacchiere il funzionario, raccontandogli le avventure che ha vissuto durante la sua prima visita nell'Ovest. Intanto i commessi ne approfittano per trasportare il denaro che serve alla seconda banca, così da far quadrare i conti anche a lui.

## Produzione
Il film fu prodotto dalla Selig Polyscope Company.

## Distribuzione
Distribuito dalla General Film Company, il film - un cortometraggio di 200 metri - uscì nelle sale cinematografiche statunitensi il 29 novembre 1912. Nelle proiezioni, veniva programmato con il sistema dello split reel, accorpato in un'unica bobina con un altro cortometraggio prodotto dalla Selig, il documentario Raising Barley in Japan.